# Parties intimes (film, 1997)
Pour les articles homonymes, voir Parties intimes (homonymie).
Pour plus de détails, voir Fiche technique et Distribution.
Parties intimes (Private Parts) est un film biographique américain réalisé par Betty Thomas en 1997.
Il est basé sur le livre autobiographique écrit par Howard Stern.

## Synopsis
Howard Stern, atteint d'aphasie depuis son enfance, devient malgré son handicap une véritable star de la télévision et de la radio aux États-Unis. 

## Fiche technique
- Réalisation : Betty Thomas
- Scénario : Len Blum, Michael Kalesniko d'après le livre de Howard Stern
- Photographie : Walt Lloyd
- Musique : Parks Van Dyke
- Durée : 109 minutes
- Année de sortie : 1997

## Distribution
- Howard Stern (VF : Patrick Mancini) : lui-même
- Robin Quivers : elle-même
- Mary McCormack : Alison Stern
- Fred Norris : lui-même
- Paul Giamatti : Kenny "Pig vomit" Rushton
- Garry Dell'Abate : lui-même
- Slash : lui-même
- Kelly Bishop : Ray Stern
- Mia Farrow : elle-même